# Chelsea Manning
Chelsea Elizabeth Manning (nacida como Bradley Edward Manning; Oklahoma City, Oklahoma, 17 de diciembre de 1987) es una exsoldado y analista de inteligencia del ejército de los Estados Unidos. Cobró notoriedad internacional por haber filtrado a WikiLeaks miles de documentos clasificados acerca de los conflictos afganos —conocidos como los Diarios de la Guerra de Afganistán— e iraquíes, incluidos numerosos cables diplomáticos de diversas embajadas estadounidenses y el video del ejército conocido como Collateral Murder ('asesinato colateral').
Tras tres años de prisión provisional, cuyas condiciones fueron controvertidas en algunos períodos, el Pentágono formuló una acusación formal contra Manning, y un tribunal militar la condenó en agosto de 2013 en primera instancia a cumplir una pena de 35 años de prisión y a su expulsión del ejército con deshonor. El 17 de enero de 2017, el presidente Barack Obama, días antes de abandonar la Casa Blanca, conmutó el resto de la pena de prisión de Manning, y salió de esta el 17 de mayo de 2017.
El 22 de agosto de 2013, Manning se declaró públicamente como mujer transgénero, expresando su decisión de iniciar un tratamiento hormonal para modificar su cuerpo, y pidió que en adelante la llamasen Chelsea. Su cambio de nombre a Chelsea Elizabeth se hizo legal en abril de 2014.
En 2019 fue encarcelada de nuevo dos meses por negarse a testificar ante el gran jurado encargado de las pesquisas contra Wikileaks y su fundador, Julian Assange. Quedó en libertad tras la cancelación del gran jurado pero fue encarcelada de nuevo tras una nueva citación fallida ante un nuevo gran jurado. En marzo de 2020, Chelsea Manning intentó quitarse la vida en prisión, según sus abogados, que informaron que la joven está recuperándose en un hospital. La oficina del sheriff de Alexandria (Virginia), donde se encuentra la cárcel en la que estaba internada Manning, de 32 años, confirmó que el miércoles a mediodía había ocurrido «un incidente». Posteriormente un juez federal de Virginia ordenó su liberación.
Desde el verano de 2021 trabaja en un proyecto para conseguir que todas las comunicaciones en internet puedan ser privadas y anónimas.

## Filtraciones
El ejército de los Estados Unidos acusó a Manning de haber filtrado el video conocido como Collateral Murder ('asesinato colateral'), en el que se ve cómo un helicóptero estadounidense mata a un grupo de civiles en Irak del que formaban parte dos periodistas de la agencia Reuters, los documentos secretos que derivaron en las publicaciones de los Diarios de la Guerra de Afganistán el 25 de julio de 2010 y de los Registros de Guerra en Irak el 22 de octubre de 2010, además de la filtración de los cables diplomáticos en WikiLeaks. En total casi medio millón de registros de las guerras de Irak y Afganistán, y más de 250 000 cables diplomáticos, que Manning reconoció haber divulgado en el transcurso del juicio al que fue sometida tres años más tarde.
Esta acusación fue posible debido a que el hacker colomboestadounidense Adrian Lamo delató la autoría de Manning de las filtraciones, pues en una conversación vía chat Manning le manifestó haber conseguido cables de guerra secretos referidos a las invasiones en Medio Oriente.

## Detención
La detención de Manning se produjo en mayo de 2010 en Bagdad por el comando de Investigación Criminal del Ejército de los Estados Unidos, y condujo a su retención sin cargos durante más de un mes en una prisión militar en el Campamento Arifjan en Kuwait. Posteriormente trasladaron a Manning al centro de detención militar de Marine Corps Brig, en Quantico, en el estado de Virginia (Estados Unidos) para afrontar un proceso con la justicia militar de su país.
En diciembre de 2010 continuaba la detención de Manning en condiciones de máxima vigilancia (maximum custody detainee) y sometida a un aislamiento absoluto que algunas fuentes críticas consideraban como una forma de tortura. En enero de 2011, su abogado David Coombs, planteó una objeción formal contra el tratamiento que estaba recibiendo Manning y presentó una queja basada en el artículo 38 del Código Uniforme de Justicia Militar (UCMJ). En virtud de este artículo, «cualquier miembro de las Fuerzas Armadas que se crea perjudicado por su comandante en jefe puede solicitar una reparación. [...] Si la reparación es negada, se puede hacer una denuncia, y un oficial superior debe examinar la denuncia».
Según su abogado David Coombs, Manning permanecía en su celda 23 horas al día sin almohada, sábanas ni objetos personales. Su único ejercicio, según Coombs, era caminar por una habitación vacía. Cuando dormía debía quitarse toda la ropa excepto la ropa interior y entregarla a los guardias.

Manning ha estado confinada en soledad y durante parte de esta semana fue ubicada de nuevo en la sección de suicidas por su comandante de brigada en Quantico. Fue despojada de la ropa con la excepción de su ropa interior. Además, le quitaron las gafas que lleva por prescripción médica. [...] Se vio obligada a sentarse a ciegas, a excepción de los momentos en que estaba leyendo o en los que se le permitió ver televisión. En esos momentos se le devolvieron las gafas.
David Coombs, abogado de Manning, en su blog

Se excluyó a Manning del programa de vigilancia a suicidas tras dos días en la sección, después de que el juez de la Oficina del Estado Mayor del Ejército así lo estableciera. El oficial de Asuntos Públicos de Quantico, Brian Villiard, aseguró que las condiciones de encarcelamiento de Manning se correspondían con el régimen de custodia máxima y que se intentaba prevenir que pudiera autolesionarse. Declaró así mismo a la cadena CNN que le estaban tratando como se hacía con «cualquiera que pudiera suponer un riesgo para la vida, la propiedad o la seguridad nacional».
El 27 de enero de 2011 el director de la prisión, el comandante James Averhart, fue sustituido por la comandante Denise Barnese. El portavoz de Quantico declaró que la sustitución había sido ordenada en octubre de 2010 y que no tenía relación con las declaraciones del abogado de Manning. El abogado aun así esperaba que la nueva directora revisase las condiciones de detención de Manning.
El 1 de febrero de 2011 Amnistía Internacional pidió al gobierno del Reino Unido que interviniera a favor de la soldado Manning, dado que según la ley de ese país es ciudadana británica por tener una madre galesa, y que exigiese que sus condiciones de detención se ajustaran a la legalidad internacional.
El 3 de febrero de 2011, David Coombs descartó la doble nacionalidad de su cliente: «Manning no tiene doble nacionalidad. Ella es estadounidense, y está orgullosa de servir al Ejército de los Estados Unidos», agregó.
El 2 de marzo de 2011 se acusó oficialmente a Manning de 22 cargos, entre ellos el de «ayudar al enemigo» (civil o militar), que podrían traer como consecuencia la pena de muerte. El mismo día, los directores de la cárcel militar de Quantico decidieron someter a Manning a los protocolos habituales para evitar el suicidio en presos de alta seguridad, incluyendo dormir desnuda siete horas al día. Su abogado, David Coombs, recalcó que esta nueva regla violaba las normas militares y que no tenía justificación dado que el psicólogo del centro había descartado tal riesgo.
El 13 de marzo de 2011, P. J. Crowley, portavoz del Departamento de Estado del gobierno estadounidense, dimitió de su cargo tres días después de haber afirmado en una conferencia que el trato dado a Manning por el Pentágono era «ridículo, contraproducente y estúpido». En un comunicado en el que explicó sus motivos, reafirmó su convicción de que un trato demasiado duro a Manning podría tener consecuencias negativas para el país en el exterior.
El 16 de marzo de 2011, Human Rights Watch dijo que el Gobierno de Estados Unidos tendría que explicar el porqué de las condiciones a las que Manning estaba sometida.

El Gobierno de los Estados Unidos debería explicar públicamente las razones precisas detrás de la restricción extrema, posiblemente muy severa y tratamiento degradante en las que el soldado estadounidense de primera clase Bradley Manning afirma que ha recibido durante su detención en la base de Quantico, en Virginia.
Human Rights Watch

Tras nueve meses en la cárcel de Quantico, el 20 de abril de 2011 se trasladó a Manning a la cárcel militar de Fort Leavenworth, en el Estado de Kansas. A principios de mayo, su abogado informó de que sus condiciones de detención habían sido relajadas. Se le atribuyó un grado «medio» de aislamiento: tenía una celda particular con una ventana por la que recibía luz del día, se le autorizaba a tener su ropa y efectos personales así como a recibir correo, leer prensa y conectarse a internet. Compartía una zona común con otros 3 presos y podía salir a un patio durante 2 horas al día.

## Cargos
Los primeros cargos en contra de Manning se dieron a conocer el 6 de julio de 2010. El principal consistía en haber obtenido ilegalmente 150 000 cables secretos del gobierno de los Estados Unidos y de haber entregado más de cincuenta de ellos a una persona no autorizada, lo que podía suponerle una condena de más de 52 años de reclusión. Otro cargo consistía en haber violado cuatro puntos del Artículo 92 del Código Uniformizado de Justicia Militar por haber desobedecido una orden o norma, y 8 puntos del Artículo 134. De manera general, se presentaron cargos por mala conducta por haber infringido las leyes federales sobre divulgación de material clasificado.
A estos cargos iniciales, el 2 de marzo de 2011 se sumaron 22 cargos adicionales de los que el más grave era el de «ayudar al enemigo», que implica la entrega de información de inteligencia. Sobre este punto, el Pentágono y varios oficiales militares declararon que algunos de los documentos publicados por WikiLeaks contenían nombres de informadores y de personas que habían colaborado con las fuerzas armadas estadounidenses, lo que ponía sus vidas en peligro. De confirmarse la acusación de haber ayudado al enemigo, Manning podía enfrentarse a la pena de muerte, pero los fiscales militares recomendaron que en este caso se le sentenciara a condena perpetua. El juez tenía sin embargo la facultad de desoír las recomendaciones de los fiscales e imponer la pena de muerte.
Los nuevos cargos añadían 16 casos de publicación de material clasificado en Internet a sabiendas de que el enemigo tendría así acceso al robo de archivos y propiedades del Estado y fraude informático. También se le presentaron cargos por violación de la seguridad de la información y violación de los programas de seguridad.

## Movilización internacional de apoyo

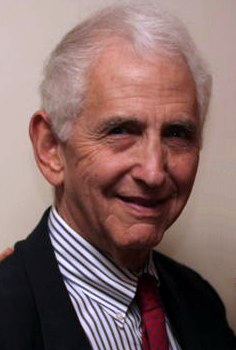
Daniel Ellsberg lanzó una campaña para liberar a Manning.

A nivel mundial se organizó una campaña para salvar a Manning, entre los que se encontraba el fundador y actual responsable del sitio WikiLeaks, Julian Assange, argumentando que su actitud de filtrar información tan importante ha sido un acto de justicia para toda la Humanidad y que salvarla es una «obligación moral».
La campaña más importante con este fin es la que se lleva adelante en el sitio BradleyManning.org, en colaboración con el sitio Courage to Resist.
La recaudación de fondos lanzada por WikiLeaks a través de la Fundación Wau Holland para ayudar a sufragar los gastos de la defensa de Manning se vio dificultada en un primer momento por la suspensión de su cuenta en PayPal.
También se llevaron a cabo campañas de recolección de firmas virtuales por parte de Avaaz y de Amnistía Internacional para exigir un trato digno a Manning.

[Amnistía Internacional] consideraría motivo de preocupación que un gobierno intentara castigar a una persona que, por razones de conciencia y de manera responsable, hubiera publicado información con el convencimiento razonable de que esa información era prueba de violaciones de derechos humanos
Amnistía Internacional

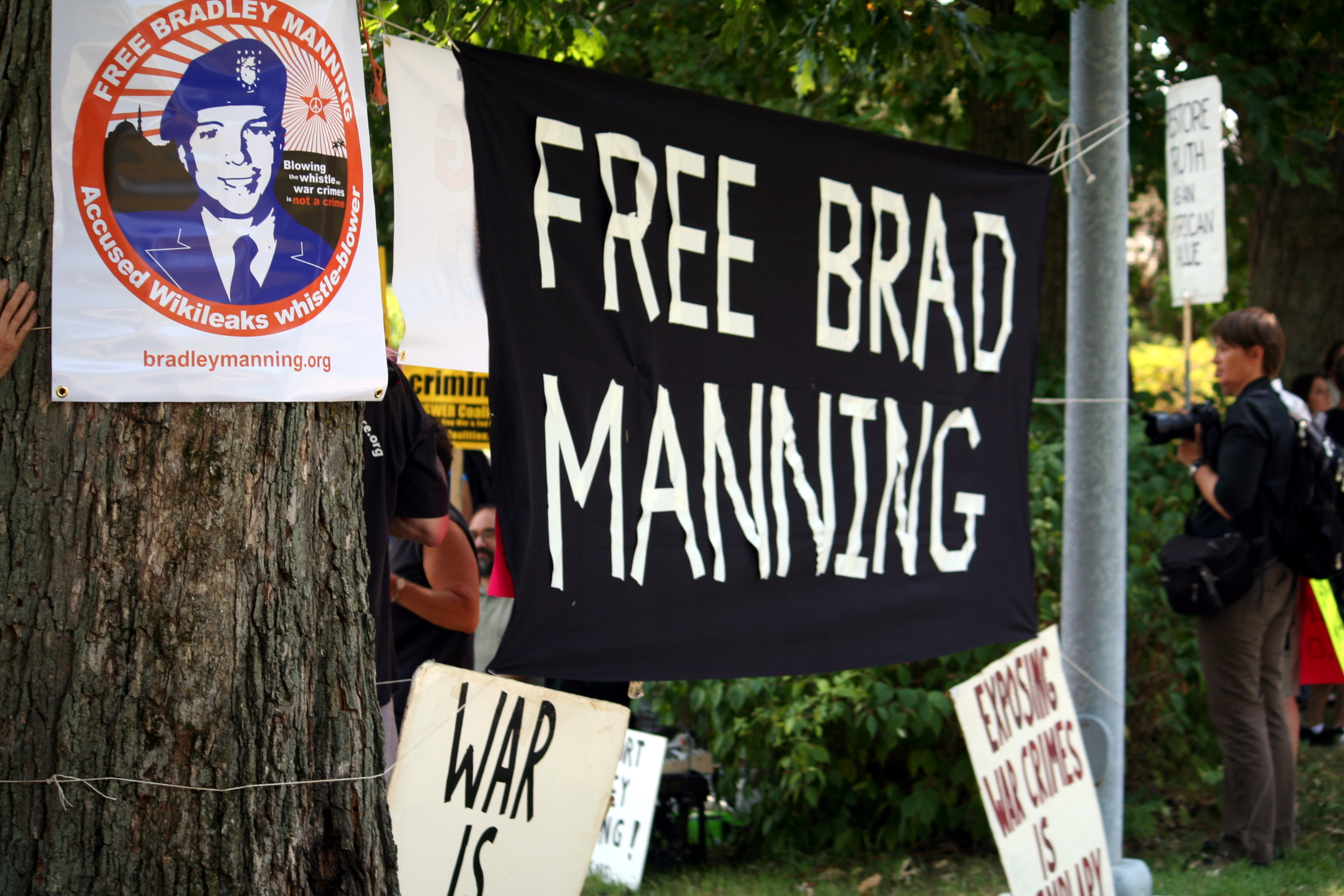
Pancarta de apoyo a Manning en Quantico (Virginia).

Daniel Ellsberg ―quien también filtró documentos confidenciales del Pentágono sobre la verdad de la guerra de Vietnam― comenzó una campaña para la liberación de Manning, así como un movimiento de personas de los Estados Unidos, Canadá, Países Bajos e Irlanda. Ellsberg comentó que Manning y Assange son sus héroes.
El 9 de septiembre de 2011 el Consejo de Europa publicó un informe que condenaba el «culto al secreto» que protege los crímenes de guerra y llamaba a una mayor protección de los denunciantes en todas partes. El informe señalaba a Manning como una supuesta «informadora [que] debe ser tratado como tal» y con quien estamos «en deuda».

## Juicio
El 21 de mayo de 2013, tras un año y medio de vistas preparatorias, la juez militar Denise Lind fijó las reglas para el juicio que se llevó a cabo bajo fuertes medidas de seguridad en Fort Meade, en el Estado de Maryland.
El 30 de julio, se culpó a Manning de 20 de los 22 cargos que se le imputaban, entre ellos el de violar la Ley de Espionaje por filtrar datos de las guerras de Irak y Afganistán, así como miles de cables diplomáticos publicados por WikiLeaks, pero fue absuelta del más grave, ayuda al enemigo.
El 14 de agosto, Manning pidió perdón por las filtraciones y el daño causado a los Estados Unidos.
Durante el juicio, la fiscalía solicitó a la juez una pena de 60 años que sirviera «de ejemplo disuasorio», mientras que el abogado defensor aspiraba a un máximo de 25 años, el plazo tras el que los documentos secretos puedan hacerse públicos. El 21 del mismo mes, fue condenada a 35 años de cárcel y a la expulsión con deshonor del Ejército. A la espera de que la sentencia sea aprobada por el responsable del Distrito Militar de Washington, el general Jeffery Buchanan, la juez dedujo de la pena los tres años y medio de prisión preventiva y 112 días por el «trato injusto» que Manning recibió en la base militar de Quantico, en el Estado de Virginia. Si la sentencia es confirmada, pasará al tribunal militar de apelaciones.

## Reacciones
Los partidarios de Manning consideraron que el fallo del 30 de julio era extremo. Desde Gran Bretaña el fundador de la organización Wikileaks, Julian Assange, señaló lo siguiente: «Esta es la primera condena de espionaje contra una denunciante en Estados Unidos, es un peligroso precedente y un ejemplo del extremismo seguridad nacional. Es un juicio miope que no puede ser tolerado y debe ser revertido. No puede ser que la transmisión de información veraz al público sea espionaje».
Al conocer la sentencia del 21 de agosto, la Unión Estadounidense por las Libertades Civiles (ACLU) aseguró en un comunicado que «cuando a una soldado que ha compartido información con la prensa se le impone un castigo mayor que a otros que han torturado o asesinado a civiles, es que algo funciona extremadamente mal en nuestro sistema de justicia».

## Identidad de género
En 2010, semanas antes de su arresto, Manning envió una petición desesperada de ayuda a sus superiores por correo electrónico en el que revelaba que sufría graves problemas psicológicos debido a un desorden de identidad de género. Su homosexualidad era un secreto a voces porque se definía como un hombre homosexual y comenzaba a sospechar que era transgénero. Pero la ley de entonces, luego derogada, prohibía a los homosexuales servir abiertamente en las fuerzas armadas estadounidenses, por lo que Manning debería haber salido del ejército. Este argumento fue utilizado por el abogado civil de Manning, David Coombs, que trató de demostrar que la cadena de mando le falló a Manning.
El 22 de agosto de 2013, un día después de conocerse su sentencia, Manning anunció que deseaba vivir como una mujer y usar el nombre de Chelsea E. Manning.